# Douroula
Douroula – miasto w Burkinie Faso, w prowincji Mouhoun.